# Beddington
Beddington – dzielnica Londynu, w Wielkim Londynie, leżąca w gminie Sutton. Leży 16,5 km od centrum Londynu. W 1951 roku civil parish liczyła 19 338 mieszkańców. Beddington jest wspomniana w Domesday Book (1086) jako Beddinton(e).